# Erwin von Auersperg
Graf Erwin Maria Joseph Anton von Auersperg (* 13. August 1850 auf Schloss Sonnegg; † 12. August 1918 ebenda) war ein österreichischer Adliger aus der Familie Auersperg und ein Politiker (Deutsche Fortschrittspartei) aus Krain. Er war von 1891 bis 1900 Mitglied des Reichsrates und bereits ab 1884 Landtagsmitglied in Krain.

## Familie
Er stammte aus der Adelsfamilie Auersperg und war der Sohn des Grafen Josef von Auersperg († 1883). Seine Schwester Angelique Gräfin Auersperg war die Ehefrau von Guido Freiherr von Kübeck (1829–1907), Parlamentarier und Statthalter der Steiermark.
Erwin von Auersperg heiratete 1881 Anna von Witzleben († 1910). Aus der Ehe gingen drei Söhne und eine Tochter hervor. Nach ihrem Tod ehelichte er 1911 Irene Siebert von Felsentreu.

## Leben und Wirken
1884 wurde Erwin von Auersperg Besitzer der Herrschaft Thurn am Hart und erhielt wenig später einen Sitz in der Krainer Regionalversammlung, wo er Abgeordneter der Kurie der Landadligen war. Er vertrat die Partei des konstitutionellen Standes im Landtag.
Bei den Nachwahlen von 1884 wurde er in den Krainischen Landtag gewählt. Er war auch Mitglied des Reichsrates (Nationalparlament von Vorlitauen), wo er 1891 bei den Nachwahlen zur großen Gutskurie in Krain antrat. Er trat am 27. Oktober 1891 anstelle von Benno Tauferer ein. Bei den Wahlen von 1897 verteidigte er hier sein Mandat.
Nach seinem Eintritt in den Reichstag wurde er in die Vereinigte Deutsche Linke aufgenommen, in der sich mehrere Verfassungsströmungen zusammenschlossen. Nach den Neuwahlen 1897 wurde er als Kandidat der Deutschen Fortschrittspartei geführt. Am 6. November 1898 verzichtete Graf von Auersperg auf sein Landtagsmandat und zog sich 1900 ebenfalls aus dem Reichsrat zurück.
Erwin Graf von Auersperg starb nach kurzer Krankheit am 12. August 1918.